# 大迫明伸
大迫明伸（1960年11月27日—）是一名日本男子柔道运动员。他在1988年汉城夏季奥林匹克运动会中，参加了男子柔道比赛并获得男子86公斤级铜牌。